# Ngoura (Belel)
Pour les articles homonymes, voir Ngoura (homonymie).
Ngoura est un village de la commune de Belel située dans la Région de l'Adamaoua et le département de la Vina au Cameroun.

## Population
Lors du recensement de 2005, on y a dénombré 276 habitants dont 128 de sexe masculin et 148 de sexe féminin.

## Climat
Ngoura bénéficie d'un climat tropical avec une température moyenne de 22,2 °C. Le mois de mars est le plus chaud de l'année avec une température moyenne de 24,1 °C tandis que août est le mois le plus froid avec une température moyenne de 21,0 °C. Cependant, cette température peut diminuer jusqu'à atteindre 13,9 °C en janvier, comme elle peut s'élever à 30,9 °C en février.
Concernant les précipitations, on note une variation de 283 mm tout au long de l'année entre 285 mm en août et seulement 2 mm en décembre.